# Vertraute Fremde (Film)
Vertraute Fremde (Originaltitel: Quartier lointain) ist ein belgischer Kinofilm des Regisseurs Sam Garbarski.

## Handlung
Die Handlung folgt lose dem Manga Vertraute Fremde von Jirō Taniguchi, der am Ende auch einen kurzen Gastauftritt hat. Im Film geht es um den 50-jährigen Thomas, der zufällig an der Heimat seiner Kindheit vorbeikommt und die Gelegenheit nutzt, das Grab seiner Mutter zu besuchen. 
Dort macht er einen Zeitsprung 36 Jahre zurück und ist auf einmal wieder 14 Jahre alt.

## Kritik
„Eine in Bildgestaltung und Ausstattung reizvolle Comic-Adaption, die im Stil der 1960er-Jahre an die Vorlage erinnert, aber die Charaktere und ihre Lebenswelt nicht lebendig werden lässt. Die Frage nach dem richtigen Leben verliert sich so in den grafischen Oberflächen.“

## Auszeichnungen
Young Artist Awards 2011
Nominierung Beste Darstellung in einem internationalen Spielfilm - Léo Legrand